# قرار مجلس الأمن التابع للأمم المتحدة رقم 434
قرار مجلس الأمن التابع للأمم المتحدة رقم 434، الذي اعتمد في 18 سبتمبر 1978، بعد التأكيد على القرارات السابقة، بما في ذلك 425 (1978)، 426 (1978) و427 (1978)، وأثنى المجلس على قوة الأمم المتحدة المؤقتة في لبنان لأعمالها في جنوب لبنان لكن أبدى قلقه على الوضع في لبنان ككل. جاء القرار في سياق الحرب الأهلية اللبنانية والمقاومة الفلسطينية في جنوب لبنان.
كما أشار المجلس بقلق إلى حقيقة أن قوة الأمم المتحدة المؤقتة لا تستطيع العمل بحرية في جميع أنحاء المنطقة، بينما أعرب عن حزنه لفقدان بعض أعضائها. لذلك واستجابة لطلب الحكومة اللبنانية فإن المجلس قرر:
(أ) تجديد ولاية قوة الأمم المتحدة المؤقتة لمدة أربعة أشهر حتى 19 كانون الثاني (يناير) 1979؛
(ب) دعا إسرائيل ولبنان وغيرهما إلى تنفيذ القرارات السابقة؛
(ج) طلب من الأمين العام أن يقدم تقريراً خلال شهرين عن التقدم المحرز في تنفيذ القرار.
تم اعتماد القرار بأغلبية 12 صوتًا، بينما امتنعت تشيكوسلوفاكيا والاتحاد السوفيتي، ولم تشارك الصين.